# Villainess Level 99
Villainess Level 99 (яп. 悪役令嬢レベル99　～私は裏ボスですが魔王ではありません～, Akuyaku Reijou Reberu 99: Watashi wa Ura Bosudesuga Maou de wa Arimasen, англ. Villainess Level 99: I May Be the Hidden Boss but I'm Not the Demon Lord, укр. Лиходійка 99 рівня: Я можу бути Прихованим Босом але я не Володарка Демонів) — серія ранобе, написана Саторі Танабата з ілюстраціями від Tea. Спочатку серія почала публікуватися як веб-роман на сайті Shōsetsuka ni Narō у червні 2018 року. Пізніше права на неї придбала компанія Fujimi Shobo, яка почала випускати її як ранобе під своїм брендом Kadokawa Books у травні 2019 року. Адаптація у вигляді манґи з ілюстраціями Нокомі почала серіалізуватися в журналі B's Log Comic від Enterbrain у лютому 2020 року. Аніме-адаптація від студії Jumondou транслювалася з січня по березень 2024 року.

## Сюжет
Юміелла Долкнесс була студенткою коледжу, яка після смерті внаслідок нещасного випадку переродилася в іншому світі. На жаль для неї, у цьому світі її темне волосся та магія темряви викликають ненависть і страх у місцевих жителів. Юміелла усвідомлює, що вона переродилася як прихований бос отоме-РПГ Світла магія та герой, у яку вона грала до своєї смерті.
Бажаючи мирного життя далеко від відсутньої родини, вона вирішує зайнятися прокачуванням рівня щоб вижитиі проводить дитинство, удосконалюючи свої навички. Однак, вступивши до академії країни у п'ятнадцятирічному віці, Юміелла розуміє, що перестаралася: від студентів очікували рівня не вище 10, але вона досягла максимуму — 99 рівня, ставши наймогутнішою людиною в країні.
Її плани руйнуються і тепер Юміеллі доведеться маневрувати між обережністю оточуючих та політикою країни, щоб знайти своє місце у світі. Вона приєднується до героїв оригінальної гри, щоб перемогти Володаря Демонів, одночасно намагаючись розвіяти упередження щодо її темного волосся та магії.

## Персонажі

### Головні персонажі
Юміелла Долкнесс (яп. ユミエラ・ドルクネス, Yumiera Dorukunesu)
Сейю: Файруз Ай
Головна героїня. Вона була японською студенткою коледжу, яка загинула внаслідок нещасного випадку та переродилася як прихований бос отоме-гри після поразки Володаря Демонів, володіючи надзвичайно потужною магією темряви. Вона планувала жити спокійно, але її «ігрова душа» пробудилася під час тренувань у підземелліі вона провела дитинство, прокачуючи рівень, досягнувши 99 рівня. Юміелла намагається подружитися з Алісією, головною героїнею гри, але цільові персонажі для захоплення часто заважають, вважаючи її загрозою. Вона фанатично віддана своєму методу прокачування, має труднощі з вираженням почуттів, але її наміри завжди добріі вона насправді добросердна. Юміелла не відчуває лояльності до королівства (не цікавиться політикою) чи своєї родини (яка її відштовхувала й ігнорувала)і має зв'язок лише з Патріком, який пізніше переростає в романтичні почуття.
Патрік Ешбаттен (яп. パトリック・アッシュバトン, Patorikku Asshubaton)
Сейю: Юма Учіда
Син лорда з прикордонних територій, досить вправний у магії вітру. Він — один із небагатьох студентів, які не боялися Юміелли. Спочатку він звернувся до неї, зрозумівши, що її незвичайний підхід до всього може призвести до біди для неї чи інших. Незабаром він починає відчувати до неї почуття, але довго не може їх висловити. Згодом він також досягає 99 рівня, задовольняючи (хоча й уявні) стандарти Юміелли для партнера.
РюПет-дракон Юміелли. Спочатку він мав бути знайдений Алісією під час одного з подій гри. Юміелла виходила яйце Рю за допомогою своєї магії темряви, через що з нього за кілька днів вилупився дорослий чорний дракон. Він досить слухняний і ласкавий, більше схожий на собаку, ніж на страшного звіра, але його бояться майже всі, окрім Юміелли та Елеонори.
Алісія Енлайт (яп. アリシア・エンライト, Arishia Enraito)
Сейю: Азумі Вакі 
Героїня гри. Вона боїться Юміелли через те, що її світла магія дозволяє їй бачити останню як темний дим із сяючими очима. Однак з часом вона починає тепліше ставитися до Юміелли. Алісія намагається знайти спільну мову, щоб подружитися, але часто стикається із втручанням цільових персонажів через їх недовіру до Юміелли. Це навіть заважає Алісії підвищувати рівень, залишаючи її слабкою й непідготовленою до битви з Володарем Демонів.
Елеонора Гілроуз (яп. エレノーラ・ヒルローズ, Erenōra Hirurōzu)
Сейю: Ріна Хідака
Дочка герцога Гілроуза, лідера радикальних аристократів. Спочатку вона намагається залучити Юміеллу до своєї фракції, але виявляє себе наївною дівчиною, безнадійно закоханою в принца Едвіна. Її «друзі» використовують Елеонору як прикриття для нападок на Алісію, хоча вона й не знає, що їхні дії погіршують її репутацію в очах принца. Елеонора знаходить спільну мову з Юміеллою завдяки їхній любові до драконів і тому, що Юміелла не намагається скористатися нею. Вона може бути відвертою тільки з Юміеллою.
Едвін Вальшайн (яп. エドウィン・バルシャイン, Edōwin Barushain)
Сейю: Таку Яшіро
Другий принц королівства. Магічний фехтувальник, здатний володіти чотирма класичними елементами (вогнем, вітром, землею і водою). Спочатку він намагається вигнати Юміеллу за брехню про її 99 рівень, не знаючи, що вона раніше легко перемогла двох інших цільових персонажів для захоплення. Після того, як Юміелла продемонструвала своє заклинання «чорна діра», він здався й переключився на залицяння до Алісії, хоча й зберіг певний ступінь неприязні до Юміелли. З часом, дізнавшись правду про її характер від Патріка, Едвін усвідомлює, що її ненависть і недовіра були помилкою. Попри це, він не може переконати інших припинити цькування Юміелли, але згодом вони починають змінювати своє ставлення.
Освальд Ґрімзард (яп. オズワルド・グリムザード, Ozuwarudo Gurimuzādo)
Сейю: Кохей Амасакі
Магічний вундеркінд, який володіє чотирма класичними елементами ще краще, ніж Едвін. Юміелла викликала в нього комплекс неповноцінності, знищивши тренувальну мішень, яку Освальд зміг лише трохи пошкодити, через що він пообіцяв помститися. Однак його неприязнь до Юміелли поступово зникає у процесі розвитку сюжету.resses.
Вільям Арес (яп. ウィリアム・アレス, Wiriamu Aresu)
Сейю: Харукі Ішія
Майстер фехтування, який також не вірив, що Юміелла має 99 рівень. Він постійно викликав її на дуелі, попри те, що був набагато слабшим. Спочатку він навіть вважав її Володарем Демонів, думаючи, що вона може вчинити лиходійства в майбутньому, попри те, що було підтверджено: Володар Демонів — чоловік, а не вона. У міру розвитку сюжету його неприязнь до Юміелли поступово згасає.

### Інші персонажі
Герцог ХіллроузЛідер групи радикально налаштованих дворян, які виступають проти короля. Він батько Елеонори.
РитаПокоївка, яка працює на Юміеллу в її будинку. Вона не тримає великої дистанції до своєї господині, але її дратує її нерозумне мислення.
Вона спробувала отруїти Юміеллу під погрозою; це не працює через її рівень, що дає високий опір.
СараМолодша сестра Ріти, яку тримає в заручниках граф Долкнесс, щоб змусити Ріту отруїти його дочку. Юміелла незабаром рятує її.
РональдДиректор школи, який зайняв посаду за наказом короля після того, як директор пішов у відставку. На відміну від директора, він підтримує Юміеллу.
Джессіка МонфордСтудентка, яка одного разу попросила Юміеллу про допомогу в порятунку свого міста від дракона.
Барон МонфордБатько Джесіки.
ЛінусШпигун з королівства Ремлест, який колись намагався змусити Юміеллу переїхати до його королівства.
Капітан АдольфГенерал, який працює на короля.
Граф ДолкнессБатько Юміелли, який зневажає свою дочку разом із дружиною.
Директор школиКолишній неназваний директор школи, який, як і Едвін, сумнівається в Юміеллі та погрожує виключити її, якщо вона не доведе, що має 99 рівень. Після того, як вона це зробила, він зрештою вирішив піти у відставкуі його роль бере на себе Рональд.
КорольПравитель королівства і батько Едвіна. На відміну від свого сина, він більше підтримує Юміеллу і має намір використовувати її, щоб допомогти їм у боротьбі з Володарем демонів. Юміелла вдає, що погоджується, оскільки вона насправді не зацікавлена служити йому.
КоролеваДружина короля і мати Едвіна. Як і її чоловік, вона більш шанобливо ставиться до Юміелли.
Володар демонівФінальний бос гри, з яким Алісія згодом битиметься в майбутньому; однак Юміелла врешті-решт перемагає його. Він також використовує темну магію і колись був людиною.

## Медіа

### Ранобе
Написана Саторі Танабата, серія почала публікуватися як веб-роман на платформі Shōsetsuka ni Narō 15 червня 2018 року. Згодом її придала компанія Fujimi Shobo, яка почала випускати роман у форматі ранобе з ілюстраціями Tea під імпринтом Kadokawa Books 10 травня 2019 року. Станом на січень 2024 року серія зібрана у шести томах. Англійською мовою ліцензована видавництвом J-Novel Club.
| № | Дата виходу      | ISBN                   |
| - | ---------------- | ---------------------- |
| 1 | 10 травня 2019   | ISBN 978-4-04-073172-8 |
| 2 | 9 листопада 2019 | ISBN 978-4-04-073379-1 |
| 3 | 9 травня 2020    | ISBN 978-4-04-073642-6 |
| 4 | 9 квітня 2021    | ISBN 978-4-04-073862-8 |
| 5 | 10 червня 2022   | ISBN 978-4-04-074407-0 |
| 6 | 10 січня 2024    | ISBN 978-4-04-075251-8 |

### Манґа
Манґа-адаптація з ілюстраціями Нокомі почала публікуватися в журналі B's Log Comic видавництва Enterbrain 5 лютого 2020 року. Станом на лютий 2023 року манґа зібрана у трьох томах. Англійською мовою серія ліцензована видавництвом One Peace Books.
| № | Дата виходу      | ISBN                   |
| - | ---------------- | ---------------------- |
| 1 | 1 жовтня 2020    | ISBN 978-4-0473-6216-1 |
| 2 | 1 листопада 2021 | ISBN 978-4-0473-6681-7 |
| 3 | 1 лютого 2023    | ISBN 978-4-0473-7355-6 |
| 4 | 1 березня 2024   | ISBN 978-4-0473-7808-7 |

### Аніме
Аніме-адаптацію телевізійного серіалу було анонсовано 24 березня 2023 року. Серіал створено студією Jumondou під керівництвом Мінору Ямаоки. Сценарії написані Фуміхіко Шімо, дизайн персонажів розроблено Хітомі Кайхо та Ло Хо Кімом, а музику написала Кана Утатане. Серіал транслювався з 9 січня до 26 березня 2024 року на каналі AT-X та інших мережах. Початковою темою є «Любов чи ненависть?» у виконанні Маю Маешіми, а завершальною темою є «Love on a Different Level» (яп. 好きがレベチ, Suki ga Rebechi) у виконанні Файроуз Ай та Ріни Хідаки як відповідних персонажів. Перший епізод містить пісню-вставку під назвою «Промінь світла» у виконанні Ханатана, яка слугує відкриттям Магії Світла та Героя. Crunchyroll ліцензував серіал. Plus Media Networks Asia ліцензувала серіал у Південно-Східній Азії.

#### Список серій
| № серії | Назва серії | Режисер(и)                | Режисер(и) анімації | Оригінальна дата показу |
| ------- | --- | ------------------------- | ------------------- | ----------------------- |
| 1       | «Прихований бос вступає до Академії» Транслітерація: «Ura Bosu, Gakuen ni Nyūgaku Suru» (яп. 裏ボス、学園に入学する)                        | Шунджі Йошіда             | Мінору Ямаока       | 9 січня 2024            |
| 2       | «Прихований бос показує свою справжню силу» Транслітерація: «Ura Bosu, Jitsuryoku o Miseru» (яп. 裏ボス、実力を見せる)                      | Чхве Ін-Сеоп і Кім Чен Де | Рьодзі Фудзівара    | 16 січня 2024           |
| 3       | «Прихованого боса викликають до замку» Транслітерація: «Ura Bosu, Oshiro ni Manekareru» (яп. 裏ボス、お城に招かれる)                        | Кіото Накадзіма           | Наґіса Міядзакі     | 23 січня 2024           |
| 4       | «Прихований бос відвідує польові заняття» Транслітерація: «Ura Bosu, Yagai Enshū ni Deru» (яп. 裏ボス、野外演習に出る)                      | Кенічіро Ватанабе         | Кенічіро Ватанабе   | 30 січня 2024           |
| 5       | «Прихований бос знаходить співрозмовника» Транслітерація: «Ura Bosu, Hanashiaite ga Dekiru» (яп. 裏ボス、話し相手が出来る)                  | Юї Кобе                   | Джеймс Хонг         | 6 лютого 2024           |
| 6       | «Прихований бос бере участь у змаганнях з бойових мистецтв» Транслітерація: «Ura Bosu, Bujutsu Taikai ni Deru» (яп. 裏ボス、武術大会に出る) | Лі Чжи Хо & Кім Чен Де    | Джеймс Хонг         | 13 лютого 2024          |
| 7       | «Прихований бос намагається танцювати» Транслітерація: «Ura Bosu, Dansu ni Idomu» (яп. 裏ボス、ダンスに挑む)                                | Мінору Ямаока             | Тецудзі Накамура    | 20 лютого 2024          |
| 8       | «Прихований бос зустрічає дракона» Транслітерація: «Ura Bosu, Doragon ni Deau» (яп. 裏ボス、ドラゴンに出会う)                               | Шунджі Йошіда             | Коїчі Охата         | 27 лютого 2024          |
| 9       | «Прихованого боса шукає ворожа країна» Транслітерація: «Ura Bosu, Tekkoku ni Kanyū Sareru» (яп. 裏ボス、敵国に勧誘される)                   | Юн Ньон Тхе & Кім Чен Де  | Джеймс Хонг         | 5 березня 2024          |
| 10      | «Прихований бос заходить у підземелля» Транслітерація: «Ura Bosu, Danjon ni Moguru» (яп. 裏ボス、ダンジョンにもぐる)                        | Юї Кобе                   | Тецудзі Накамура    | 12 березня 2024         |
| 11      | «Прихований бос зізнався у скоєнні злочину» Транслітерація: «Ura Bosu, Kokuhaku Sareru» (яп. 裏ボス、告白される)                            | Кенічіро Ватанабе         | Коїчі Охата         | 19 березня 2024         |
| 12      | «Прихований бос бореться з Повелителем демонів» Транслітерація: «Ura Bosu, Maou to Tatakau» (яп. 裏ボス、魔王と戦う)                        | Мінору Ямаока             | Коїчі Охата         | 26 березня 2024         |